# Éditions Hortus
Pour les articles homonymes, voir Hortus (homonymie).
Éditions Hortus est une entreprise indépendante française de production de disques qui se propose de faire découvrir des œuvres pour voix et orgue, encore largement méconnues, ainsi que la création contemporaine. Spécialisée dans les œuvres pour orgue et chœur, elle a présenté plus particulièrement les disques de Notre-Dame de Paris et du chœur « Les Éléments », ainsi que du jeune claveciniste Benjamin Alard,.
Les Éditions Hortus ont à cœur de publier des enregistrements qui se caractérisent notamment par l'exploration d'œuvres rares ou inédites au disque. Vincent Genvrin est le directeur artistique du label. Didier Maes en est le producteur exécutif.

## Histoire
Fondé en 1994, Éditions Hortus démontre un intérêt pour l'objet disque avec la publication du Via Crucis (Chemin de Croix) de Franz Liszt, interprété par le chœur Sacrum de Riga. Le CD est accompagné d'une série de quinze sérigraphies tirées en édition limitée et numérotée, réalisées par les graphistes Daniel Vincent et Guillaume Dégé.
Le 17 novembre 2006, Didier Maes est l'invité de l'émission de France Musique Par ici les sorties ! en tant que producteur du label, pour présenter une sélection de quatre disques publiés par les Éditions Hortus.
Au printemps 2010, les Éditions Hortus s'associent aux Amis de l'Orgue de Lorris, avec le soutien du Conseil général du Loiret, pour un enregistrement de musique ibérique et flamande du XVIIe siècle interprétée par l'organiste Damien Colcomb dans l'église communale du XIIe siècle.
Au 7 février 2011, le catalogue des éditions Hortus compte 79 enregistrements disponibles exclusivement sur CD. Le 14 juin 2011, Didier Maes et Vincent Genvrin sont à nouveau les invités de France Musique dans l'émission « Organo Pleno » de Benjamin François, pour parler des Éditions Hortus, « la passion de l'orgue ». 

## Principaux artistes

### Classique
- Chœur Britten, direction Nicole Corti. En 2005, l'ensemble enregistre des messes, motets et pièces d'orgue de Joseph Guy Ropartz (1864-1955) en l'honneur de sainte Anne, avec Loïc Mallié à l'orgue. En 2007, l'ensemble travaille à nouveau avec les éditions Hortus pour le « Livre d'Heures » de Édith Canat de Chizy[10]. Ces deux enregistrements sont salués par la critique.
- Ensemble vocal féminin Ad Limina
- Maîtrise Notre-Dame de Paris, direction Lionel Sow
- Ensemble grégorien, direction Sylvain Dieudonné
- Chœurs et solistes de Lyon-Bernard Tétu
- Chœur orthodoxe russe de Riga
- Chœur Sacrum, direction Andreis Veismanis
- Chœur La Camerata baroque, direction Daniel Meylan
- Le Concert des Dames, direction Frédéric Bourdin
- Ensemble Les Temps Modernes

Le Chœur de chambre Les Éléments, dirigé par Joël Suhubiette, a reçu la Victoire de la musique classique du Meilleur ensemble vocal en 2006.

### Clavecin
- Benjamin Alard, Prix du jury et Prix du public au Concours de clavecin de Bruges 2004. En 2005, c'est avec Hortus que Benjamin Alard publie son premier enregistrement « qui le révèle au grand public »[11], un recueil de musiques pour clavier au clavecin et à l'orgue ; le disque est immédiatement salué par la critique[12]. En décembre 2006, Hortus procède à l'enregistrement d'un ensemble de transcriptions pour clavecin de pièces de Reincken et Vivaldi[13]. Trois ans plus tard, son interprétation du Manuscrit Bauyn (Éditions Hortus, 2008) reçoit un accueil très positif de la critique musicale[14].
- Freddy Eichelberger
- Laurent Stewart

### Clavicorde
- Cristiano Holtz

### Orgue
- Benjamin Alard
- Régis Allard
- Lionel Avot. Pendant l’été 2010, il enregistre avec les éditions Hortus son premier CD dans l’église Notre-Dame de la Dalbade à Toulouse, avec une sélection d'œuvres de César Franck (1822-1890)[15]. C'est par Vincent Genvrin, dont il partage l'expérience d'apprentissage auprès de Jean Boyer, que Lionel Avot entre en relation avec les éditions Hortus[16]. Gaëlle Le Gallic reçoit Lionel Avot dans son émission radiophonique hebdomadaire « Leur premier CD » le dimanche 27 février 2011[17].
- Jean Bizot
- Michel Bouvard
- Philippe Brandeis
- Damien Colcomb
- Jean-Baptiste Dupont
- François Espinasse
- Jean-Luc Étienne
- Rolande Falcinelli
- Vincent Genvrin
- Juliette Grellety-Bosviel
- Emmanuel Hocdé
- Jan-Willem Jansen
- Pavel Kohout
- Olivier Latry
- Emmanuel Le Divellec
- Philippe Lefebvre
- Jean-Pierre Leguay
- Véronique Le Guen
- Loïc Mallié
- Jesùs Martin Moro. Après sa rencontre avec Didier Maes lors du congrès 2007 de la Fédération francophone des amis de l'orgue, il enregistre du 20 au 23 décembre 2009 un choix de répertoire ancien et contemporain en hommage au Pays basque sur l'orgue de l'église d'Urrugne peu de temps après l'inauguration de l'instrument, le 9 octobre 2009[18].
- François Ménissier. Titulaire de l’orgue Silbermann de Saint-Thomas à Strasbourg de 1989 à 2003, il enregistre en 2000 avec les éditions Hortus plusieurs œuvres pour orgues de Bach.
- Daniel Meylan
- Louis Thiry

### Piano
- Kotaro Fukuma
- François Lambret
- Bruno Robilliard
- Nicolas Stavy. Son interprétation de « Quatre ballades op. 10 », « Troisième Sonate op. 5 » et « Thème et variations en ré mineur » de Johannes Brahms (Éditions Hortus, 2008) a reçu un accueil positif de la critique musicale[19],[20].
- Isabelle Oehmichen

### Autres
- Élise Battais (flûte)
- Kurt Lueders (harmonium)
- Guillaume de Chassy (jazz)
- Jean-Marie Machado (jazz)

### Organistes-compositeurs
- Valéry Aubertin
- Laurent Carle
- Yves Castagnet
- Thierry Escaïch, Victoires de la musique classique 2003, 2006 et 2011 dans la catégorie Compositeur[21].
- Rolande Falcinelli
- Pierre Farago
- Éric Lebrun
- Christophe Marchand
- Benoît Mernier
- Jacques Pichard
- Jean-Baptiste Robin